# Oligoryzomys microtis
Oligoryzomys microtis är en däggdjursart som först beskrevs av Allen 1916.  Oligoryzomys microtis ingår i släktet Oligoryzomys och familjen hamsterartade gnagare. IUCN kategoriserar arten globalt som livskraftig. Inga underarter finns listade i Catalogue of Life.
Arten är med en kroppslängd (huvud och bål) av 7,8 till 9,8 cm, en svanslängd av 7,4 till 12,5 cm, med 2,1 till 2,6 cm långa bakfötter och med en vikt av 14 till 19 g en av de minsta arterna i släktet Oligoryzomys. Kännetecknande är de små öronen som är 1,1 till 1,5 cm långa, bruna och nästan nakna. Pälsen på ovansidan har en gulbrun färg och undersidan är vit, ibland med inslag av sandbrunt. På fötternas ovansida förekommer sandbruna hår och sulorna är mörkbruna. Den bruna svansen är bara glest täckt med hår, med undantag av några längre hår vid svansspetsen. De längre håren bildar ingen tydlig tofs.
Arten förekommer i sydvästra Amazonområdet i Brasilien, Bolivia och Peru. Den lever i tropiska regnskogar och i andra habitat som ersatte skogen. Honor har 2 till 8 ungar per kull, vanligen 4, som föds under den torra perioden. De blir självständiga innan regntiden börjar.
Ungarna växer snabb och de blir tidig könsmogna.